# Меккесхайм
Меккесхайм (нем. Meckesheim) — община в Германии, в земле Баден-Вюртемберг. 
Подчиняется административному округу Карлсруэ. Входит в состав района Рейн-Неккар.  Население составляет 5278 человек (на 31 декабря 2010 года). Занимает площадь 16,33 км².